# Kalašamski jezik
Kalašamski jezik (jezik zemlje Kalašme) izumrli je anatolijski jezik kasnoga brončanog doba s područja Kalašme na sjeverozapadnome rubu Hetitskoga Carstva, vjerojatno u današnjoj turskoj provinciji Bolu ili oko nje.

## Otkriće
Prvi i zasada jedini tekst na jeziku Kalašme otkrili su 2023. godine istraživači s Sveučilišta Julius-Maximilians u Würzburgu (Julius-Maximilians-Universität Würzburg). Tekst je napisan na glinenoj pločici (označenoj KBo 71.145), a pronađena je u arhivu Boğazköy u ruševinama Hatuše, negdašnjega glavnog grada Hetita. Ispisana je u 13. stoljeću prije Krista hetitskim klinopisom i jedna je od mnogih zapisa o ritualima podanika Carstva i okolnih naroda. Hetiti su, naime, smatrali da će ih bogovi stranih naroda razumjeti samo na njihovim maternjim jezicima. Uvod pisan hetitskim objašnjava da se ostatak teksta treba recitirati na jeziku Kalašme, to jest da nadalje zaziva na jeziku zemlje Kalašme (nu uruka-la-aš-mi-⟨li⟩? kiš-an ḫu-uk-zi).
Jezik je odgonetnuo profesor Daniel Schwemer u radu Keilschriftexte aus Boghazköi (Klinopisni tekstovi iz Boğazköya). Prema radu, pripada anatolijskoj grani indoeuropske porodice. Točan položaj među anatolijskim jezicima nije jasan, ali dijeli mnoge sličnosti s jezicima luvijske podgrupe iako je blizu područja gdje se govorilo palajskim.

## Vanjske poveznice
- Thesaurus Linguarum Hethaeorum digitalis "KBo 71.145" (transliteracija pločice i glosa hetitskoga uvoda)